# Liste des épisodes de Madame est servie
Cet article présente la liste des épisodes de la série télévisée américaine Madame est servie (Who's the Boss?).

## Première saison (1984-1985)
Liste des épisodes :
1. L'arrivée (Pilot)
2. Brève rencontre (Briefless encounter)
3. Un dîner pour deux (Dinner for two)
4. Le bal des anciens (Sorority sister)
5. Le grand combat d’Angela (Angela's first fight)
6. Toute la vérité (Truth in dating)
7. Le grand amour (Mona gets pinned)
8. Le bon choix (A rash decision)
9. Comme le temps passe vite (Samantha's growing up)
10. Vive le sport (Sports buddies)
11. Protection en tous genres (Protecting the president)
12. Pourquoi pas (Paint your wagon)
13. On ne peut pas tout faire (Requiem)
14. Devine qui vient s’installer ? (Guess who's coming forever?)
15. L'ex d'Angela - 1re partie (Angela's ex - Part 1)
16. L'ex d'Angela - 2e partie (Angela's ex - Part 2)
17. Gros plan (Eye on Angela)
18. Rendez-vous (Double date)
19. Tiens ! Beau-papa (Tony's father-in-law)
20. Qui se ressemble (Just like Tony)
21. Garder le sourire (Keeping up with Marci)
22. Le premier baiser (First kiss)

## Deuxième saison (1985-1986)
Liste des épisodes :
1. Haute couture (Ad man Micelli)
2. Le pèlerinage (Thanksgiving at Mrs. Rossini’s)
3. Le sursis (The prodigal father-in-law)
4. La recherche (Tony, the matchmaker)
5. Quelle comédie - 1re partie (It happened one summer - Part 1)
6. L'amour fou - 2e partie (It happened one summer - Part 2)
7. Quand on veut (Tony the nanny)
8. Attention, on nous regarde (Hunk of the month)
9. Boulot dodo (The graduate)
10. L'aventurier - 1re partie (Custody - Part 1)
11. Vive la justice - 2e partie (Custody - Part 2)
12. Si on peut plus s'amuser ! (Junior executive)
13. Il n'est jamais trop tard (The unnatural)
14. L'héritière (The heiress)
15. La saint-Valentin (Jonathan plays cupid)
16. Vous dansez ? (Gotta dance)
17. Vive l'instruction (Educating Tony)
18. Quelle soirée ! (The babysitter)
19. La fin de tout (When worlds collide)
20. Pertes et profits (Losers and other strangers)
21. L'élection de Tony (Tony for president)
22. Jamais dans le travail (Not with my client you don’t)
23. La nouvelle meilleure amie (Angela’s new best friend)
24. Chaussure à son pied (There’s no business like shoe business)
25. Anniversaire (The anniversary show)
26. La princesse (Charmed lives)

## Troisième saison (1986-1987)
Liste des épisodes :
1. Les amies (Daddy’s little montague girl)
2. Quelle autorité ! (The hickey)
3. Jonathan assassin (Jonathan kills Tony)
4. Le renvoi d’Angela - 1re partie (Angela gets fired - Part 1)
5. Le renvoi d’Angela - 2e partie (Angela gets fired - Part 2)
6. Les cloches du mariage (Wedding bells?)
7. C’est chouette la gym (Jonathan the gymnast)
8. On ne peut jamais être tranquille (Semi-private lives)
9. Meilleurs vœux (The Christmas card)
10. Pardonne à ton prochain (Forgive me, Tony)
11. La limousine (Mona’s limo)
12. Vive le golf ! (Spud Micelli)
13. C’était le bon temps (The way we was)
14. Le grand secret (Marie’s secret)
15. Le bon à tout faire (Tony, the patchmaker)
16. La déclaration (The proposal)
17. Fallait s’y attendre (Hit the road, Chad)
18. Un coup nouveau venu d’ailleurs (Raging housekepeper)
19. La couverture ne fait pas le livre (Diet in cell block 11)
20. L’âge de ses artères (Older than springtime)
21. Le déménagement (A moving episode)
22. Marche à l’ombre (Walk on the mild side)
23. La belle indifférente (Reconcilable differences)
24. Mona (Mona)

## Quatrième saison (1987-1988)
Liste des épisodes :
1. La bague au doigt (There goes the bride)
2. Pas de deux (Big girl on campus)
3. La demande en mariage (Frankie and Tony are lover)
4. Le sous-marin vert (Yellow submarine)
5. Le choix (A trip to the principal)
6. Adieu Nick (A farewell to Nick)
7. Le marathon (Two on a billboard)
8. Embarquement immédiat (Just Mona and me)
9. C'est parti (Hell on wheels)
10. La valse des célibataires (Another single parent)
11. Les débuts de Samantha (New kid in town)
12. Confidences sur l’oreiller (Sleep talk, sweet talk)
13. À la criée (A fishy tale)
14. Toute la vérité (Car and driver)
15. Tournez la page (Steady as she goes)
16. Il y a du mariage dans l'air (All in the famiglia)
17. Tony et les Acapellos (Tony and the Dreamtones)
18. Tony entre à l'université (The matriculator)
19. Épouse-moi Mona (Marry me, Mona)
20. La grève (Housekeepers unite)
21. Le bal de la promo (Prom night II)
22. Sam se lance dans la mode (Model daughter)
23. Il n’y a plus de jeunesse (Three teens and a Tony)
24. Les deux Tony (The two Tonys)

## Cinquième saison (1988-1989)
Liste des épisodes :
1. La première voiture (Sam’s car)
2. La boum (Nineteen again)
3. Tony fait un discours (My fair Tony)
4. Mon grand-père américain (Yankee doodle Micelli)
5. Jack le tombeur (A Jack story)
6. Un de perdu (Double dump)
7. Ta grand-mère est une poule (Your grandmother’s a bimbo)
8. Le prof de papa (Teacher’s pet)
9. La vie de papa (Life with father)
10. Un ange passe (A spirited Christmas)
11. L’oncle de madame Rossini (Mrs. Rosini’s uncle)
12. De l'argent mérité (Cardinal sin)
13. La société Ton-An (Ton-An-enterprises)
14. Un week-end à la neige (Winter break)
15. Premier rendez-vous (First date)
16. Partie double (Party double)
17. Pour l’exemple (Boozin’ buddies)
18. Jonathan et Juliette (Heather can wait)
19. Mona et les hommes (Men are people too): Au cours d'une conversation, Tony reproche vivement à Mona de collectionner les hommes, puis de les abandonner sans aucun scrupule...
20. Tout le monde au travail (Working girls): Tony vient d'avoir l'idée d'un nouveau programme d'études : les élèves auront le droit de travailler une semaine avec une personne du secteur qu'ils auront choisie...
21. Un vieil ami (Ode to Angela): Brian Thomas, un ancien ami d'université d'Angela, décide de lui faire une visite-surprise...
22. La vie des mannequins (Living dolls): Samantha part à New York pour passer quelques jours avec Trish, une amie d'Angela, qui a une agence de mannequins. Sam doit écrire un article pour le journal de son école au sujet des préjugés sur ces créatures de rêve...
23. Tony fait du golf (Tony does golf): Au cours d'un gala de charité, Angela gagne une inscription à un club de golf. Elle l'offre à Tony, qui se prend de passion pour cette discipline. Il fait la connaissance du propriétaire du plus grand magasin d'articles de sport du pays et décide de présenter son nouvel ami à Angela...
24. Période d’examen (In Sam we trust): C'est la semaine des examens pour Tony et Sam. Mais quand le père surprend sa fille à tricher, il décide de la punir sévèrement...
25. Joyeux anniversaire (It’s somebody’s birthday): Pour l'anniversaire de Tony, Angela lui offre une nouvelle voiture. D'emblée, sa fierté lui interdit d'accepter le présent, puis la vente de son vieux fourgon réveille en lui de délicieux souvenirs...

## Sixième saison (1989-1990)
Liste des épisodes :
1. À la recherche de Tony (In search of Tony): Toute la famille part en vacances sur une île tropicale. Alors que tous s'amusent comme des fous, Tony se tient à l'écart et finit par s'ennuyer...
2. Tribulations familiales (Mother and child disunion): Angela étudie une intéressante proposition de fusion avec une grande agence de publicité mais Mona ne fait pas partie du projet.
3. Une invitée encombrante (Life’s a ditch): Alors qu'Angela prépare un film publicitaire, Charlie une amie de Samantha originaire de Brooklyn, s'installe dans la famille.
4. Romance d’amour (Sam’s novel romance): Samantha se découvre une nouvelle passion quand un charmant jeune homme licencié en lettres lui propose de rejoindre son club de littérature...
5. Quand on rêve (In your dreams): Tony et Angela gardent l'appartement de madame Rossini durant son absence. Après avoir rencontré deux couples, des amis de Tony, Angela se met à rêver qu'elle est mariée avec ce dernier, qu'ils vivent à Brooklyn et qu'ils attendent un bébé...
6. Mona, pair et manque (Gambling jag): Mona a perdu au jeu la voiture d'Angela et son collier de diamants. Tony et Angela s'allient pour récupérer ces biens précieux...
7. Sam est une grande fille (Sam can manage): Al et son vieil ami débarquent à Brooklyn avec l'intention d'y monter un groupe de rock. Samantha propose d'être leur manager...
8. Leçons particulières (Tony and the professor): Tony accepte un rendez-vous avec une jeune femme qu'il a rencontrée dans un bar mais, après réflexion, il annule le rendez-vous pour apprendre plus tard qu'il s'agit du professeur de sa nouvelle classe...
9. Supermamans surmenées (Supermom burnout): Angela décide de consulter un psychiatre avec Tony, Sam et Jonathan. Le médecin la rassure en lui affirmant qu'il trouve toute la famille en très bonne santé. A l'exception de Tony, auquel le psy conseille de suivre une thérapie de groupe...
10. Sexe, mensonges et club de gym (Sex, lies and exercise tape): Angela décide, sur le conseil de Tony, de prendre des séances dans un club de gym pour se débarrasser de son anxiété. Les commérages vont bon train quand elle raconte aux usagers du club qu'elle a une liaison avec Tony...
11. La vocation de Tony (To Tony, with love): Pour compléter son programme scolaire, Tony prend des cours particuliers afin d'obtenir une bonne note. Il se retrouve ainsi dans une classe de troisième et, dès le premier jour, le professeur lui demande de l'assister. Tout se passe tellement bien que les élèves l'incitent à devenir professeur...
12. Sam à la fac (Sam accelerates): Sam est acceptée dans une école supérieure afin de suivre un programme accéléré. Mais elle surprend Angela avec un petit ami et s'inquiète de l'avenir de Tony...
13. Le monde selon Jonathan (The world accordion to Jonathan): Après avoir obtenu de mauvaises notes à l'école, Jonathan se montre déprimé. Tony le présente à un vieil ami, qui joue de l'accordéon. Jonathan prend plaisir à apprendre à jouer de cet instrument, mais lorsque Tony l'encourage à exercer d'autres activités, le garçon interprète mal ses intentions...
14. Tony et le tennis qui tue (Tony kills): Tony s'achète une nouvelle raquette de tennis pour la finale de son club. Il est surpris de voir que son adversaire, Fred Hartwell, a une meilleure raquette que lui...
15. Quarante ans plus tard (Mona and Walter and Sam and Eric)
16. Le locataire (Dear landlord)
17. L’équipe de volley ball (Micelli’s marauders)
18. Tel père telle fille (Her father’s daughter)
19. Un client plein de charme (Take me back to the ballgame)
20. Un lointain parent (I dream of genealogy)
21. Sorties en couple (Couple trouble)
22. Opération Mona (Operation Mona)
23. À la recherche d’une université (Road scholar)
24. L’escapade de Tony (The all-nighter)
25. Monsieur Al (Beautician heal thyself)
26. L’agent du recensement (Sit down and be counted)

## Septième saison (1990-1991)
Liste des épisodes :
1. L'arlésien (Ridiculous liaisons)
2. Panique au nouveau Mexique (Hey dude!)
3. Les sœurs Robinson (The famous Robinson sisters)
4. Décision délicate (Did you ever have to make up your mind)
5. Quand l’oisillon quitte le nid (One flew over the empty nest)
6. Billy le caïd (The kid)
7. Comment être de bons parents ? (Parental guidance suggested)
8. Les colocataires (Roomies)
9. Au feu les pompiers ! (Four alarm Tony)
10. L’héritage (Inherit the wine)
11. Souvenirs, souvenirs (Starlight memories)
12. Mais où est passé l’enfant ? (Who’s minding the kid?)
13. Un pour tous, tous pour un (Days of blunder)
14. Combat pour un micro (Broadcast blues)
15. L'appel du nid (You can go home again)
16. Angela aux fourneaux (Ms Mom)
17. L’invincible Tony (The unsinkable Tony Micelli)
18. Le divorce d’Angela et de Tony  (Tony and Angela get divorced)
19. Cours d’entomologie selon Mona (Let me tell you ’bout the birds and the bees)
20. L’anniversaire (Party politics)
21. Entre les deux son cœur balance (Choose me)
22. Tony et la princesse (Tony and the princess)
23. Le concert (Between a rock and a hard place)
24. Tony à Washington - 1re partie (The road to Washington - Part 1)
25. Tony à Washington - 2e partie (The road to Washington - Part 2)

## Huitième saison (1991-1992)
Liste des épisodes :
1. La prophétie (Seer of love)
2. Aveu difficile (An affair to forget)
3. Tony et la bourse (Selling Sam short)
4. Trop, c’est trop (Misery)
5. Tony et le gros gibier (Tony bags a big One)
6. Monsieur Angela Bower (A well-kept housekeeper)
7. La demande en mariage - 1re partie (Death and love - Part 1)
8. La demande en mariage - 2e partie (Death and love - Part 2)
9. Le piston (Field of screams)
10. Très chère grand-mère (Grandmommie dearest)
11. Maison à vendre (This Sold House)
12. L’allergie au mariage (Allergic to love)
13. Tony et les économies (Tony can you spare a dime?)
14. Madame Al (Mrs. Al)
15. Qui porte le pantalon ? (Who’s the boss?)
16. L’autre vie de Tony (Tony Micelli, this is your life)
17. Le mariage - 1re partie (Better off wed - Part 1)
18. Le mariage - 2e partie (Better off wed - Part 2)
19. Lune de miel (Tony and the honeymooners)
20. La séparation (Split decision)
21. Bricolage maison (Mr. Micelli builds his dream house)
22. Premier poste - 1re partie (Savor the veal - Part 1)
23. Premier poste - 2e partie (Savor the veal - Part 2)
24. Premier poste - 3e partie (Savor the veal - Part 3)